# Gescom 2
Albums de Gescom
Gescom
(1994) The Sounds of Machines Our Parents Used
(1995)
Gescom 2 est un EP du groupe anglais de musique électronique Gescom, paru en 1995.

## Titres
| 1.   | Snackwitch | 6:08 |
| 2.   | Mag        | 3:50 |
| 9:58 |            |      |